# 荒木英樹
荒木 英樹（あらき ひでき）は、日本の男性アニメーター、キャラクターデザイナー、アニメ演出家、アニメ監督。主にアダルトアニメの作画監督、演出、監督を務める。オフィス8番所属。

## 一般向け

### テレビアニメ
1997年-
- ONE PIECE（原画）

1999年
- セラフィムコール（原画）

2000年
- 犬夜叉（-2004年、作画監督）

2002年
- 爆転シュート ベイブレード 2002（作画監督）
- わがまま☆フェアリー ミルモでポン!（-2003年、作画監督）

2003年
- 君が望む永遠（作画監督）

2004年
- 頭文字D Fourth Stage（-2006年、作画監督）

2006年
- 奏光のストレイン（絵コンテ）

2011年
- SKET DANCE（作画監督）

2012年
- だから僕は、Hができない。（原画）
- 聖闘士星矢Ω（原画）

2014年
- ドラゴンコレクション（演出・作画監督）

2015年
- ワールドトリガー（作画監督）
- ジュエルペット マジカルチェンジ（作画監督）

2016年
- デュエルマスターズ VSR（作画監督）

2017年
- 僧侶と交わる色欲の夜に…（監督）

2018年
- 終電後、カプセルホテルで、上司に微熱伝わる夜。（監督）

2020年
- エタニティ 〜深夜の濡恋ちゃんねる♡〜（監督・キャラクターデザイン・コンテ・演出・作画監督）

### 劇場アニメ
1986年
- ウインダリア（メインアニメーター）

1997年
- るろうに剣心 -明治剣客浪漫譚- 維新志士への鎮魂歌（作画監督）

2020年
- まるだせ金太狼（監督）

### OVA
1985年
- 夢次元ハンターファンドラ（作画監督）

1988年
- ワット・ポーとぼくらのお話（作画監督）

1991年
- 魔獣戦士ルナ・ヴァルガー（作画監督・原画）

1992年
- 超時空要塞マクロスII -LOVERS AGAIN-（キャラクター作画監督）

1993年
- がんばれゴエモン 次元城の悪夢（原画）

1995年
- 魔法少女プリティサミー（作画監督補佐）

1996年
- タトゥーン★マスター（キャラクターデザイン・総作画監督）

1998年
- サイキックフォース（作画監督）

2000年
- 炎のらびりんす（原画）
- AMON デビルマン黙示録（原画）

2001年
- うさぎちゃんでCue!!（原画）

2004年
- Wind -a breath of heart-（演出・作画監督）

2012年
- 輪廻のラグランジェ 鴨川デイズ（原画）

2014年
- 無邪気の楽園（監督）

### 小説イラスト
- 神変武闘女賊伝 ― 風水魔法陣の巻（1996年、著：水沢龍樹）
- 神変武闘女賊伝2 ― 蚩尤迷宮の巻（1996年、著：水沢龍樹）

## 成人向け

### アダルトアニメ
2001年
- 顔のない月（-2004年、監督・絵コンテ）

2003年
- 肢体を洗う THE ANIMATION（-2004年、監督・キャラクターデザイン・絵コンテ・演出・作画監督）
- ダークロウズ（-2004年、キャラクターデザイン・作画監督）

2005年
- 姉とボイン（キャラクターデザイン・監督・絵コンテ）
- Theガッツ!（監督・演出・絵コンテ・キャラクターデザイン・作画監督）

2006年
- ストリンジェンド 〜エンジェルたちのプライベートレッスン〜（-2012年、監督・キャラクターデザイン・作画監督・絵コンテ）
- 新・脅迫2 THE ANIMATION 〜傷に咲く花 鮮血の紅〜（監督・キャラクターデザイン・絵コンテ）
- 特務捜査官レイ&風子（-2007年、キャラクターデザイン・監督・絵コンテ・総作画監督）

2007年
- アッチェレランド 〜堕天使たちの囁き〜（キャラクターデザイン・監督・絵コンテ・作画監督・演出）
- マジカル ウィッチ アカデミー（絵コンテ）
- 人妻コスプレ喫茶2（キャラクターデザイン・作画監督）
- 妻とママとボイン（監督）
- めがちゅ（監督）
- 淫笑う看護婦 THE ANIMATION（-2008年、監督・絵コンテ・演出）
- 奴隷メイドプリンセス（-2009年、キャラクターデザイン・監督・総作画監督・演出）

2008年
- ストリンジェンド&アッチェレランド ULTIMATUM（キャラクターデザイン・監督・絵コンテ・作画監督・演出）

2009年
- ストレッタ 〜THE ANIMATION〜（監督・絵コンテ・キャラクターデザイン・作画監督）
- プラチナミルキー コレクション（監督）
- 牝教師淫辱の教室（監督・演出・絵コンテ・キャラクターデザイン・作画監督）

2010年
- 指先案内人 汁だく接待おかわり三杯目（監督・演出・絵コンテ・キャラクターデザイン・作画監督）
- 家庭教師のおねえさん（-2011年、監督・絵コンテ・作画監督）

2011年
- TSF物語（-2012年、監督・キャラクターデザイン・作画監督・絵コンテ）

2012年
- 少女×少女×少女（監督・演出・絵コンテ・キャラクターデザイン・作画監督）
- 禁断の病棟 THE ANIMATION（監督・演出・絵コンテ・キャラクターデザイン・作画監督）

2016年
- フェラハメりっぷす（監督・キャラクターデザイン・作画監督・絵コンテ・演出）

2019年
- ビッチ学園が清純なはずがないっ!!? The Animation（監督・キャラクターデザイン・作画監督・絵コンテ）

2021年
- 搾精病棟 THE ANIMATION 〜タチバナ編〜（監督・脚本・キャラクターデザイン・絵コンテ・作画監督）

## ゲーム作品

### 一般ゲーム
- 美少女戦士セーラームーン（PCエンジン/1994年、作画）
- ラングリッサーI&II（プレイステーション/1997年、アニメーションパート絵コンテ、演出、作画監督）

- Sorcerous Stabber ORPHEN 魔術士オーフェン（2000年、キャラクターデザイン・総作画監督）

### アダルトゲーム
- 有閑紳士（1999年、原画）
- ファイブカード（1999年、原画）
- バウンティはんたぁルディ+（1999年、原画）
- 人心遊戯 〜弄ばれる心と身体〜（2001年、原画）
- Dhampir（2001年、原画）